# 바냐르
바냐르는 톨킨의 세계관에 등장하는 요정 분파다. 외관상 이들은 금발에 흰 피부를 지닌 고귀한 요정으로 등장한다.
바냐르는 다른 요정 분파와 달리 순탄한 역사를 가졌으며, 그러한 이유로 인해 《실마릴리온》, 《반지의 제왕》의 작중에서 큰 비중을 가진 놀도르와 신다르에 비해 언급이 적다.
모든 바냐르는 발라의 권유에 따라 오로메의 안내를 받고 발리노르에 도착하여 정착하고 발전하게 된다.

## 기원
바냐르의 기원은 쿠이비에넨 호수에서 처음으로 깨어난 요정 이민의 이름을 딴 미냐르(Minyar)이다. 발라들이 요정들을 발리노르로 불렀을 때 모든 미냐르는 발리노르로 가는 것에 찬성했고, 이후 바냐르(Vanyar)로 불리게 된다.

## 행적
이들의 지도자는 잉궤로, 모든 엘다르의 대왕의 직책을 맡았다. 그의 자식으로 핀웨의 부인 인디스와 아들 잉귀온이 있으며, 구체적인 언급은 없지만, 여러 딸이 있다고 한다.
모르고스에 의해 가운데땅에서 지속적인 역경을 겪은 놀도르와 신다르에 비해 발리노르에서 잔류하여 태양의 시대 1시대 이후 혼혈 바냐르를 제외한 순혈 바냐르는 등장하지 않는다.
바냐르 혈통이 섞인 고위 요정으로는 갈라드리엘, 엘론드, 켈레브리안, 아르웬 등이 있다.
태양의 4시대부터 대부분의 요정은 가운데땅을 떠나 인간의 시대가 도래하였고, 아르웬이 아라곤과 결혼하였기 때문에 인간 왕가에 이들 혈통이 섞이게 된다.

## 같이 보기
놀도르
텔레리
잉궤